# Олевський порцеляновий завод
Олевський порцеляновий завод — підприємство порцеляно-фаянсової промисловості.

## Історія
Олевський порцеляновий завод було збудовано в 1909 році. Після 9 років оренди Баранівської порцеляново-фаянсової фабрики два підприємці Олександр Карант і Міхель Кушнірський вирішили відкрити власне виробництво. Наявність залізничної станції на залізничній лінії Київ — Ковель і близькість основної сировини для виготовлення порцелянового посуду — глини (с. Лопитичі, 19 км) зумовили вибір населеного пункту для будівництва нового заводу в м. Олевськ. Підприємство отримало назву «Завод порцелянових виробів Карант і Кушнірський».
Перша, зведена за німецьким взірцем, піч виявилася невдалою. Другу (французьку) довелося перебудовувати з міцної вогнетривкої полонської цегли. Тільки починаючи з 1912 року виробництво почало налагоджуватися, але в тому ж році настільки сильно постраждало від пожежі, що підприємство навіть думали закрити. Однак, в 1913 році завод було відремонтовано й запущено. здолавши деякі труднощі в другій половині 1914 року, завод досяг непоганих показників, але через бойові дії, за 1916—1918 рр. виробництво скоротилося вдвічі.

### Радянський період
До націоналізації завод працював з великими перервами за невеликої кількості робітників. Вироби заводу цього періоду є раритетними і користуються популярністю серед антикварів.
До 1983 року за польською монографією відомі лише два предмети: конічний кенельований кухоль, прикрашений дрібним квітчастим орнаментом і овальна маслянка в формі виноградного грона з хваткою у вигляді завитка (приватна колекція, Польща). Унікальним прикладом продукції заводу є порцелянова чашка з портретним зображенням дівчинки. Чашка з товстими стінками, прикрашена привабливою деколью — зразок повсякденного посуду другого десятиліття ХХ ст. — безумовно, має історичну цінність, як один з небагатьох збережених виробів заводу Каранта і Кушнірського.
У 1922 році завод порцелянових виробів Каранта і Кушнірського припинив свою діяльність, а в 1926 році на його базі було створено Олевський державний порцеляновий завод з випуску вогнетривкої цегли і господарської порцеляни, який підпорядковувався порцелянового тресту УРСР і фігурував в «Списку підприємств Комітету скляно-порцелянової промисловості СРСР».
У 1930—60-ті рр. «Олевським порцеляновим заводом» виготовлявся посуд і скульптура.
У 1970-их роках підприємство переорієнтувало своє виробництво на випуск виробів з електротехнічної порцеляни — керамічних низьковольтних ізоляторів. Завод першим в СРСР опановує серійне виробництво корпусів для промислових запобіжників ПН-2. Дана продукція відвантажується залізничними перевезеннями в усі союзні республіки і країни Східної Європи. У середині 70-их рр. завод отримує великий державне замовлення, підключається до програми телефонізації «будівництва століття» — Байкало-Амурської магістралі. Для виконання поставленого завдання в терміновому порядку опановується ціла лінійка штирьових ізоляторів для ЛЕП та електрозв'язку і будується 92-метрова тунельна піч випалу безперервної дії. Обсяг продукції, що випускається досягає рекордних 12 тис. тонн виробів на рік, а середньооблікова чисельність працівників — до 1100 осіб. У цей період завод стає «стратегічним підприємством союзного значення», крім глобальних завдань народного господарства виконує замовлення військово-промислового комплексу і набуває статусу секретності, що відбивається в зміні назви на «завод п/с № ***».
У 1980-их роках завод збільшує асортимент ізоляторів до близько 100 позицій і розширює географію поставок. Продукція підприємства експортується в 70 країн світу.

### Період незалежності
У 1990-их роках, після розпаду СРСР, внаслідок порушення господарських зв'язків і відсутності державних замовлень, підприємство переживає дуже важкі часи, чисельність співробітників зменшується в 7 разів, а обсяги виробництва — в десятки разів.
У 1994 р., в ході приватизації завод змінює форму власності і назву. Підприємство стало називатися Товариство з обмеженою відповідальністю «Олевський завод електротехнічної порцеляни» (ВАТ «ОЗЕП»).
У 2001 р. акціями підприємства стають приватні інвестори. З цього моменту починається період відновлення і модернізації підприємства. В м. Київ відкривається торговий дім заводу — ТОВ «Торговий дім „Електропорцеляна“.
У 2003 році ВАТ „ОЗЕФ“ після довгої перерви знову виходить на зовнішні ринки. За допомогою відкритих в рФ представництв ТОВ „Компанія“ ОлКерамік» (2003—2009 р.) і ТОВ «Електра» (з 2009 р.) продукція підприємства завойовує симпатії російських споживачів. Обсяг експорту в структурі продажів щорічно зростає (до 80 % станом на 2013 р) Вироби заводу знаходять попит не тільки практично у всіх країнах СНД — колишніх республіках СРСР, але навіть в таких екзотичних місцях планети як Республіка Нова Гвінея.
У 2004 р. здійснюється перший етап модернізації — переведення основного енергоносія з рідкого палива (нафтохімічний і коксохімічний мазути) на природний газ, а також газифікація головного корпусу основного виробництва.
У 2009 р. підприємство з честю переживає фінансово-економічну кризу, не зупиняючи свою роботу ні на один день. Успішно проводиться політика оптимізації витрат і реорганізація підприємства. Також було прийнято рішення про повернення підприємству історичної назви «Олевський порцеляновий завод». Виробничі потужності заводу передаються в довгострокову оренду — дочірньому підприємству ТОВ «Металіст ОЗЕФ».
У 2005—2014 рр. модернізація триває: замінені низькоефективні випалювальні печі типу «горн» на сучасні камерні газові печі періодичної дії. Придбано сучасні лінії і верстати українського і японського виробництва замість морально і технічно застарілого устаткування.